# I. Rusza
I. Rusza (ur. i. e. 735 – i. e. 713) Urartu királya, II. Szarduri fia. Rendkívül nehéz helyzetben vette át az ország irányítását, éppen túl voltak egy asszír hadjáraton, amely ugyan nem érte el fő célját, Tuspa bevételét, de elszakította a presztízsokokból fontos Muszaszirt, valamint a déli területeinek többségét Urartutól. Ugyanebben az időben a Transzkaukáziában feltűntek a kimmerek, akik az asszír híradások szerint ekkoriban Kuriani területén tartózkodtak. Ekkor még nem támadták Urartut olyan erősen, mint később, valamint a megelőző uralkodók által alapított határvédelmi erődrendszeren (Argistihinili, Erebuni, Menuahinili, Teisebaini), illetve a Rusza által alapított Ruszahinilin nem tudtak áttörni, de rendszeresen portyáztak urartui területen, további gondokat okozva Ruszának. A tartományi helytartók fellázadtak és önállósodtak.
Ezek a körülmények arra kényszerítették az urartui királyokat, hogy alapjaiban változtassanak korábbi külpolitikai elképzeléseiken. Rusza már nem akart asszír területeket meghódítani, és közvetlenül konfrontálódni Asszíriával. Ehelyett védekezésre, az elkerülhetetlen asszír hadjárat kivédésére készült fel. Ettől csak i. e. 714-ben tért el, ami végzetessé is vált számára. Az ezt megelőző két évtizedben Asszíria potenciális ellenfeleit, és Urartu lehetséges szövetségeseit kereste. Szövetséget kötött Phrügia királyával, Mítával (Midasz), délnyugaton a szíriai védelmi koalíciót támogatta, keleten Mana fejedelmeit, ahol elsősorban a médeket próbálta asszírellenes felkelésre bírni. Az utóbbi törekvései sikeresek voltak, II. Sarrukínnak több hadjáratot kellett az Urmia környékére vezetni a méd lázadások elfojtására.
Rusza kezdetben jelentős sikereket ért el. A meggyengült, tekintélyét vesztett államot újra egyesítette, visszafoglalta Muszaszirt, új erődöket és közigazgatási központokat alapított. Egy muszasziri sztélé felirata szerint „kezem két lovammal és egy kocsimmal szerezte meg az urartui királyi hatalmat”, ami arra utal, hogy saját erejéből kellett talpra állnia. Tulajdonképpen újjáépítette az országot. Urartu északi részén tartózkodott legtöbbször. Az északi és keleti határokat messzebbre terjesztette ki, mint elődei – így került szomszédságba Kurianival –, miközben az asszír határvidéken jóval kevésbé volt aktív. A Kulha–Kuriani térségben talán még a Fekete-tengert is elérte, az északi határ nagy része a Kuras völgyében húzódott, keleten az Araksz alsó szakaszánál és az Urmián túl volt a befolyási övezetének határa. Elfoglalta Luerut, Eriakhit, Kumenit és Etiunit is, valamint talán Diauehit. Feliratain 23 ország és 19 király legyőzéséről számolt be.
I. e. 714-ben az egyik manabeli felkelés idején Rusza elérkezettnek látta az időt arra, hogy csapást mérjen Asszíriára. Ugyanebben az időben nyugaton Karkemisben Piszirisz is fellázadt, és Rusza is megindult dél felé, hogy a Manában hadakozó Sarrukín hátába kerüljön. Az asszír felderítés azonban hatékonyan működött, Sarrukín tudomást szerzett az átkaroló hadműveletről, és visszafordulva az Uaus-hegy (ma Szahend) mellett tönkreverte Rusza seregét. Ezután váratlanul átkelt Muszaszirba. Ekkor Hubuskia behódolt, míg Muszaszir királya, Urzana inkább Urartuba menekült. Sarrukín ezúttal nem ostromolta meg Tuspát – amely művelet már II. Szarduri idején sem járt sikerrel –, ahol Rusza meghúzta magát, hanem kíméletlenül feldúlta Urartut, majd nyugaton legyőzte Pisziriszt is, és Karkemist annektálta. Eközben a kimmerek is betörtek északon. Rusza halála ismeretlen időpontban volt, későbbi források alapján i. e. 713-ban öngyilkos lett, trónját fia, II. Argisti örökölte. Ő viszont csak i. e. 708-ban tűnik fel a forrásokban, bizonytalan, hogy addig mi történt.
Egy újabb elmélet szerint ebben a bizonytalan korban uralkodott trónbitorlóként Erimena és annak fia, III. Rusza. Eszerint az öngyilkosságot III. Rusza követte el, és őt követte II. Argisti.

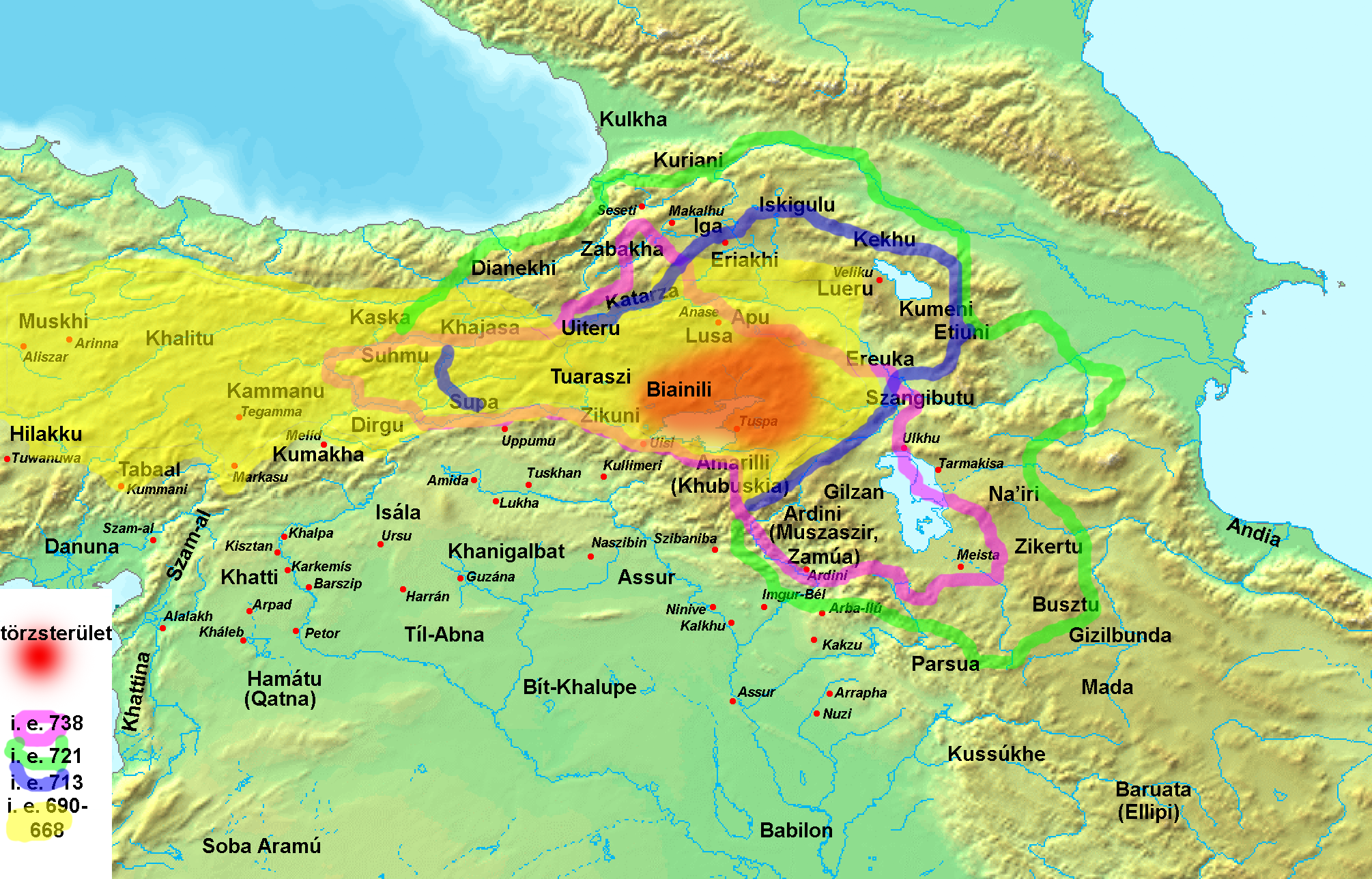
Urartu területváltozásai i. e. 738-tól
Urartu I. Rusza uralkodásának végén